# Diego Auzqui
Diego Orlando Auzqui (Buenos Aires, Argentina; 19 de octubre de 1989) es un futbolista argentino. Juega de mediocampista y se encuentra actualmente en San Martín de Burzaco. Es hermano mayor del futbolista Carlos Auzqui.

## Trayectoria

### Inferiores, Estudiantes de La Plata y Nueva Chicago
Auzqui es un jugador surgido de las divisiones inferiores de Club Estudiantes de La Plata que ascendió al primer equipo en el año 2010. Sus mejores desempeños fueron en el "Equipo Reserva" y en otras divisiones juveniles de Estudiantes de La Plata, donde se caracterizó por ser un volante con "llegada y gol" y mucho protagonismo en el equipo.[cita requerida]
El 2 de junio de 2011, debutó en la Primera División ante Huracán. Sin embargo fue un recambio bastante usado en el club en todo su ciclo hasta el 2012.[cita requerida]
Por los buenos rendimientos en la Reserva y en la Primera división, Auzqui fue cedido por un año sin cargo y sin opción de compra al Club Atlético Nueva Chicago de la Primera B Nacional, segunda división del fútbol local. Sin embargo, no pudo adquirir la continuidad que deseaba ni tampoco alcanzar buenos rendimientos. Jugó solo 7 partidos.[cita requerida]

### San Luis de Quillota (Chile), Victoria (Honduras) y Villa San Carlos
Tras desvincularse de Nueva Chicago, en julio de 2013 el mediocampista firma por San Luis de Quillota de la Primera B de Chile, siendo este su primer equipo en el extranjero. Fue un jugador muy tenido en cuenta en el campeonato ganado por su equipo, disputando 13 partidos y convirtiendo 1 gol en su primer semestre. En la segunda mitad de la temporada, disputó 11 partidos sin marcar goles. Jugó, en total, 24 partidos (20 por Primera B y 4 por Copa Chile) convirtiendo 3 goles.[cita requerida]
En julio de 2014, se incorporó al Club Deportivo Victoria de Honduras, en donde jugó 15 partidos y convirtió 3 goles. Allí estuvo durante seis meses, pero luego decidió volver a Argentina.
A principio de 2015, firmó contrato por un año con el Club Atlético Villa San Carlos de la Primera B, tercera división del fútbol argentino, gracias a la aprobación del entrenador Martín Zuccarelli.

### Fénix, Gimnasia de Jujuy y Gimnasia de Mendoza
A fines de 2015, se incorpora a Fénix en donde jugaron también grandes figuras como Matías Almeyda o Alberto "Beto" Acosta. En el club de Pilar tuvo grandes actuaciones, jugando 14 partidos y convirtiendo 4 goles. Estas actuaciones llamaron la atención del "lobo jujeño" quién próximamente obtendría su pase en lo que sería su segundo paso en un equipo de la Primera B Nacional.[cita requerida]
En julio de 2016, con la total aprobación del presidente Pedro Segura y del entrenador Mario Sciacqua, Diego llegó a Gimnasia de Jujuy con grandes expectativas.[cita requerida]
En enero de 2019, rescindió su contrato en el Lobo jujeño para formar parte del plantel superior de Gimnasia y Esgrima de Mendoza en la Primera B Nacional.

## Clubes
| Club                    | País          | Año           | PJ  | Goles | Prom. |
| ----------------------- | ------------- | ------------- | --- | ----- | ----- |
| Estudiantes de La Plata | Argentina     | 2010-2012     | 6   | 0     | 0,00  |
| Nueva Chicago           | Argentina     | 2012-2013     | 8   | 0     | 0,00  |
| San Luis de Quillota    | Chile         | 2013-2014     | 24  | 1     | 0,04  |
| Victoria                | Honduras      | 2014          | 15  | 0     | 0,00  |
| Villa San Carlos        | Argentina     | 2015          | 10  | 0     | 0,00  |
| Fénix                   | Argentina     | 2016          | 19  | 2     | 0,11  |
| Gimnasia y Esgrima (J)  | Argentina     | 2016-2018     | 64  | 2     | 0,03  |
| Gimnasia y Esgrima (M)  | Argentina     | 2019          | 10  | 1     | 0,10  |
| Mitre (SdE)             | Argentina     | 2019-2020     | 13  | 0     | 0     |
| Sacachispas             | Argentina     | 2020-2021     | 20  | 2     | 0,10  |
| Motagua                 | Honduras      | 2021-2022     | 40  | 2     | 0,05  |
| Sacachispas             | Argentina     | 2022-2023     | 14  | 0     | 0,00  |
| Sarmiento (R)           | Argentina     | 2023          | 15  | 0     | 0,00  |
| Atlético Independiente  | Honduras      | 2023          | 3   | 0     | 0,00  |
| Total carrera           | Total carrera | Total carrera | 261 | 10    | 0,04  |

## Palmarés

### Campeonatos nacionales
| Título           | Club                    | País      | Año    |
| ---------------- | ----------------------- | --------- | ------ |
| Primera División | Estudiantes de La Plata | Argentina | 2010-A |
| Liga Nacional    | Motagua                 | Honduras  | 2022-A |

## Vida personal
Tiene un hermano menor llamado Carlos Auzqui. Ambos fueron un pilar de la reserva del Pincharata mientras estuvieron en las juveniles del club.